# Kate Nelligan
Kate Nelligan, pseudonimo di Patricia Colleen Nelligan (London, 16 marzo 1950), è un'attrice canadese.
Attiva tra teatro, cinema e televisione, è stata candidata all'Oscar alla miglior attrice non protagonista per il film del 1991 Il principe delle maree e nel medesimo anno al BAFTA alla migliore attrice non protagonista per Paura d'amare. Ha ottenuto anche per quattro volte una candidatura al Tony Award per le sue interpretazioni a Broadway di Plenty (1983), A Moon for the Misbegotten (1984), Serious Money (1988) e Spoils of War (1989).

## Biografia
Nelligan, quarta di sei fratelli, nacque a London in Canada, figlia di Patrick Joseph Nelligan e della moglie Josephine Alice Deir. Suo padre era manutentore in una fabbrica e un impiegato municipale addetto a una pista di ghiaccio e ai parchi ricreativi, mentre la madre era una maestra di scuola.
Sua madre, che Nelligan ha descritto come "molto povera, molto brillante e piuttosto matta", era alcolizzata e aveva altri problemi psicologici, per cui fu ricoverata. Nelligan frequentò il London South Collegiate Institute in London, Ontario, dove divenne “Trish” (diminutivo di Patrizia), e quindi studiò al Glendon College a Toronto, ma non si diplomò. Invece, cambiò tipo di studi frequentando la Central School of Speech and Drama a Londra, in Inghilterra.
Nell'agosto 1972, Nelligan iniziò la sua carriera professionale sul palcoscenico come una "divertente e convincente" Corie nella produzione presso il Bristol Old Vic di A piedi nudi nel parco (Barefoot in the Park) di Neil Simon. Nell'aprile successivo al Bristol Old Vic recitò nel ruolo di Leila in  The Screens, una riduzione di Howard Brenton del dramma di Jean Genet. alla televisione, comparve regolarmente in un ruolo nella serie televisiva britannica The Onedin Line. In 1974, fu invitata a Londra per interpretare la parte di Jenny nel dramma di David Hare Knuckle al Comedy Theatre, seguito da una stagione con il National Theatre interpretando Ellie in Heartbreak House. Il 1975 la vide comparire come antagonista di Anthony Hopkins nella commedia televisiva The Arcata Promise seguita dalla versione in commedia teatrale alla televisione Il Conte di Montecristo, interpretato da un cast di attori star britannici e americani. In quello steso anno fu rilasciata la sua prima interpretazione "lunga" nel film The Romantic Englishwoman.
Nel 1977, ancora con il National Theatre, Nelligan diede una sbalorditiva interpretazione di Marianne, antagonista di Stephen Rea, in Tales from the Vienna Woods, di Horváth, con la regia di Maximilian Schell.
Nel 1985 uscì il film Eleni diretto da Peter Yates, in cui Nelligan interpreta la giovane moglie di un emigrato, che in un paese rurale della Grecia del Secondo dopoguerra alleva da sola quattro figli e subisce espropri e vessazioni da parte dell'Esercito popolare greco di liberazione, finendo condannata alla fucilazione per aver fatto fuggire il figlio più piccolo negli USA allo scopo di farlo ricongiungere con il padre.
Nel decennio successivo la Nelligan è impegnata in produzioni holliwoodiane (Il principe delle maree, Paura d'amare, Wolf - La belva è fuori, Gli anni dei ricordi, Qualcosa di personale).
Dagli anni Duemila è attiva prevalentemente in televisione con partecipazioni in ruoli minori all'interno di serie di successo (Law & Order - Unità vittime speciali).

## Vita privata
È divorziata dal compositore Robert Reale dal quale ha avuto due figli nati nel 1991 e nel 1994.

## Filmografia parziale

### Cinema
- Una romantica donna inglese (The Romantic Englishwoman), regia di Joseph Losey (1975)
- Dracula, regia di John Badham (1979)
- Mr. Patman, regia di John Guillermin (1980)
- La cruna dell'ago (Eye of the Needle), regia di Richard Marquand (1981)
- Senza traccia (Without a Trace), regia di Stanley R. Jaffe (1983)
- Eleni, regia di Peter Yates (1985)
- Paura d'amare (Frankie and Johnny), regia di Garry Marshall (1991)
- Il principe delle maree  (The Prince of Tides), regia di Barbra Streisand (1991)
- Ombre e nebbia (Shadows and Fog), regia di Woody Allen (1991)
- Fatal Instinct - Prossima apertura (Fatal Instinct), regia di Carl Reiner (1993)
- Wolf - La belva è fuori (Wolf), regia di Mike Nichols (1994)
- Il museo di Margaret (Margaret's Museum), regia di Mort Ransen (1995)
- Gli anni dei ricordi (How to Make an American Quilt), regia di Jocelyn Moorhouse (1995)
- Qualcosa di personale (Up Close & Personal), regia di Jon Avnet (1996)
- U.S. Marshals - Caccia senza tregua (U.S. Marshals), regia di Stuart Baird (1998)
- Le regole della casa del sidro (The Cider House Rules), regia di Lasse Hallström (1999)
- Premonition, regia di Mennan Yapo (2007)

### Televisione
- Capitan Onedin (The Onedin Line) – serie TV, 13 episodi (1973-1974)
- Il conte di Montecristo (The Count of Monte Cristo), regia di David Greene – film TV (1975)
- Thérèse Raquin, regia di Simon Langton – miniserie TV (1980)
- Un dolce addio (A Mother's Prayer), regia di Larry Elikann – film TV (1995)
- Cuore in catene (Captive Heart: The James Mink Story), regia di Bruce Pittman – film TV (1996)
- Un amore ritrovato (Love is Strange), regia di Annette Haywood-Carter – film TV (1999)[10]
- Walter e Henry (Walter and Henry), regia di Daniel Petrie – film TV (2001)
- Viaggio nel mondo che non c'è (A Wrinkle in Time), regia di John Kent Harrison – film TV (2003)
- Law & Order - Unità vittime speciali (Law & Order: Special Victims Unit) – serie TV, episodio 12x09 (2010)

## Riconoscimenti
- Premio Oscar
  - 1992 – Candidatura alla migliore attrice non protagonista per Il principe delle maree
- BAFTA
  - 1992 – Migliore attrice non protagonista per Paura d'amare
- Gemini Awards
  - 1993 – Migliore attrice protagonista in un programma o mini-serie drammatica per The Diamond Fleece
- Genie Award
  - 1995 – Migliore attrice non protagonista per Il museo di Margaret

## Doppiatrici italiane
Nelle versioni in italiano delle opere in cui ha recitato, Kate Nelligan è stata doppiata da:
- Serena Verdirosi in Wolf - La belva è fuori, Gli anni dei ricordi, U.S. Marshals - Caccia senza tregua, Premonition
- Paila Pavese in Una romantica donna inglese, Dracula, Fatal Instinct - Prossima apertura, Il museo di Margaret
- Lorenza Biella in La cruna dell'ago, Law & Order - Unità vittime speciali
- Vittoria Febbi in Paura d'amare, Il principe delle maree
- Maria Pia Di Meo in Qualcosa di personale e Ai confini della giustizia
- Angiola Baggi in Il conte di Montecristo
- Lorenza Biella in La cruna dell'ago, Law & Order - Unità vittime speciali
- Ludovica Modugno in Eleni